# 4-Oksalokrotonatna dekarboksilaza
4-Oksalokrotonatna dekarboksilaza (EC 4.1.1.77, 4-oksalokrotonatna karboksilijaza, cnbF (gen), praD (gen), amnE (gen), nbaG (gen), xylI (gen)) je enzim sa sistematskim imenom (3E)-2-oksoheks-3-endioat karboksilijaza (formira 2-oksopent-4-enoat). Ovaj enzim katalizuje sledeću hemijsku reakciju
(3E)-2-oksoheks-3-enedioat {\displaystyle \rightleftharpoons } 2-oksopent-4-enoat + CO2
Ovaj enzim učestvuje u degradaciji fenola, modifikovanih fenola i katehola.

## Literatura
- Nicholas C. Price; Lewis Stevens (1999). Fundamentals of Enzymology: The Cell and Molecular Biology of Catalytic Proteins (Third изд.). USA: Oxford University Press. ISBN 019850229X.
- Eric J. Toone (2006). Advances in Enzymology and Related Areas of Molecular Biology, Protein Evolution (Volume 75 изд.). Wiley-Interscience. ISBN 0471205036.
- Branden C; Tooze J. Introduction to Protein Structure. New York, NY: Garland Publishing. ISBN 0-8153-2305-0.
- Irwin H. Segel. Enzyme Kinetics: Behavior and Analysis of Rapid Equilibrium and Steady-State Enzyme Systems (Book 44 изд.). Wiley Classics Library. ISBN 0471303097.

## Spoljašnje veze
- 2-oxo-3-hexenedioate+decarboxylase на 